# Ik (Ploegendienst)
Ik is het debuutalbum van de Nederlandse punkband Ploegendienst. Het album werd uitgebracht op 28 april 2023.

## Achtergrond
Ploegendienst werd opgericht in 2018. Nog dat jaar werd een titelloze ep uitgebracht, gevolgd door de ep Baba Ganoush in 2019. De band gaf optredens op verschillende festivals. Vanwege de coronapandemie bleef het daarna een paar jaar stil. De leden hadden elkaar anderhalf jaar niet eens gesproken, toen drummer Bram Swarte ontdekte dat er nog genoeg budget was voor het opnemen van nieuwe muziek. De band trok naar De Bolder, een dorpshuis van camping Stortemelk te Vlieland, dat 's winters gebruikt wordt als opnamestudio. Van 12 tot en met 15 februari 2022 werden de nummers er opgenomen en geschreven die op het album Ik belandden.
Het album verscheen op 28 april 2023 op Excelsior Recordings. De albumpresentatie vond plaats op 4 mei in de Melkweg. De productie lag in handen van Frans Hagenaars en Steven van der Werff. Het hoesontwerp werd verzorgd door Rafaël Rozendaal.

## Ontvangst
Het album werd goed ontvangen. Rob De Bruijn van Dansende Beren omschreef de muziek als "ouderwetse punk" en "onvervalste nederpunk". De website riep Ik uit tot een van "20 debuutalbums uit 2023 die je niet mocht missen". Willem Bemboom van OOR noemde het album in de inleiding van een interview met de band "een van de wreedste, grilligste en meest bloedstollende platen van het jaar". Reinier van der Zouw van OOR recenseerde het album. Hij noemde het album "met elf nummers in zeventien minuten (...) uiterst kort". Volgens hem knalt de muziek "spontaan en ongeremd uit de speakers, met een uitstekende balans tussen onvervalst beukwerk en pakkende songs." Ook Frank Provoost van NRC benoemde de duur van het album. Hij zei daarover: "Op Ik, het eerste album na de titelloze debuut-ep uit 2018, racen er in 17 minuten en 16 seconden tien tracks voorbij, even woest als catchy, en altijd met ergens een dwars refrein, couplet of tussenstuk."

## Tracklist
| Nr. | Titel      | Duur |
| --- | ---------- | ---- |
| 1.  | Ik         | 2:17 |
| 2.  | Anoniem    | 1:03 |
| 3.  | Wikkeldoek | 1:25 |
| 4.  | Baby Eter  | 1:16 |
| 5.  | 5:30       | 2:06 |
| 6.  | Kzeggwn!   | 2:01 |
| 7.  | Gore-Tex   | 0:40 |
| 8.  | Rattekop   | 1:45 |
| 9.  | Du Sponge  | 1:29 |
| 10. | M.G.P      | 1:19 |
| 11. | Maneschijn | 1:50 |

- MusicBrainz release group: fa8a7ed1-14fc-4c8a-85f9-a284ed2c70a0